# مظفر اجلی
مظفر اجلی (زادهٔ ۹ دی ۱۳۴۱) وزنه‌بردار اهل شهرستان میانه استان آذربایجانشرقی کشور ایران است
وی در بازی‌های المپیک تابستانی ۱۹۹۲ عضو تیم ملی ایران بود و ۱۴مدال مختلف در مسابقات آسیایی کسب کرده است .